# Plexippus petersi
Espèce
Synonymes
- Euophrys petersii Karsch, 1878
- Marpissa calcutaensis Tikader, 1974

Plexippus petersi est une espèce d'araignées aranéomorphes de la famille des Salticidae.

## Distribution
Cette espèce se rencontre en Asie.
Elle a été introduite en Afrique, dans les îles du Pacifique et au Mexique.
Elle a été observée en Chine, en Corée du Sud, au Japon, à Taïwan, aux Philippines, en Indonésie, en Nouvelle-Guinée, en Australie, aux Îles Salomon, aux îles Carolines, aux Îles Marshall, aux Fidji, aux Samoa, au Viêt Nam, au Laos, en Thaïlande, au Népal, au Bangladesh, en Inde, en Afrique et au Mexique.

## Description
Le mâle holotype mesure 9,5 mm.

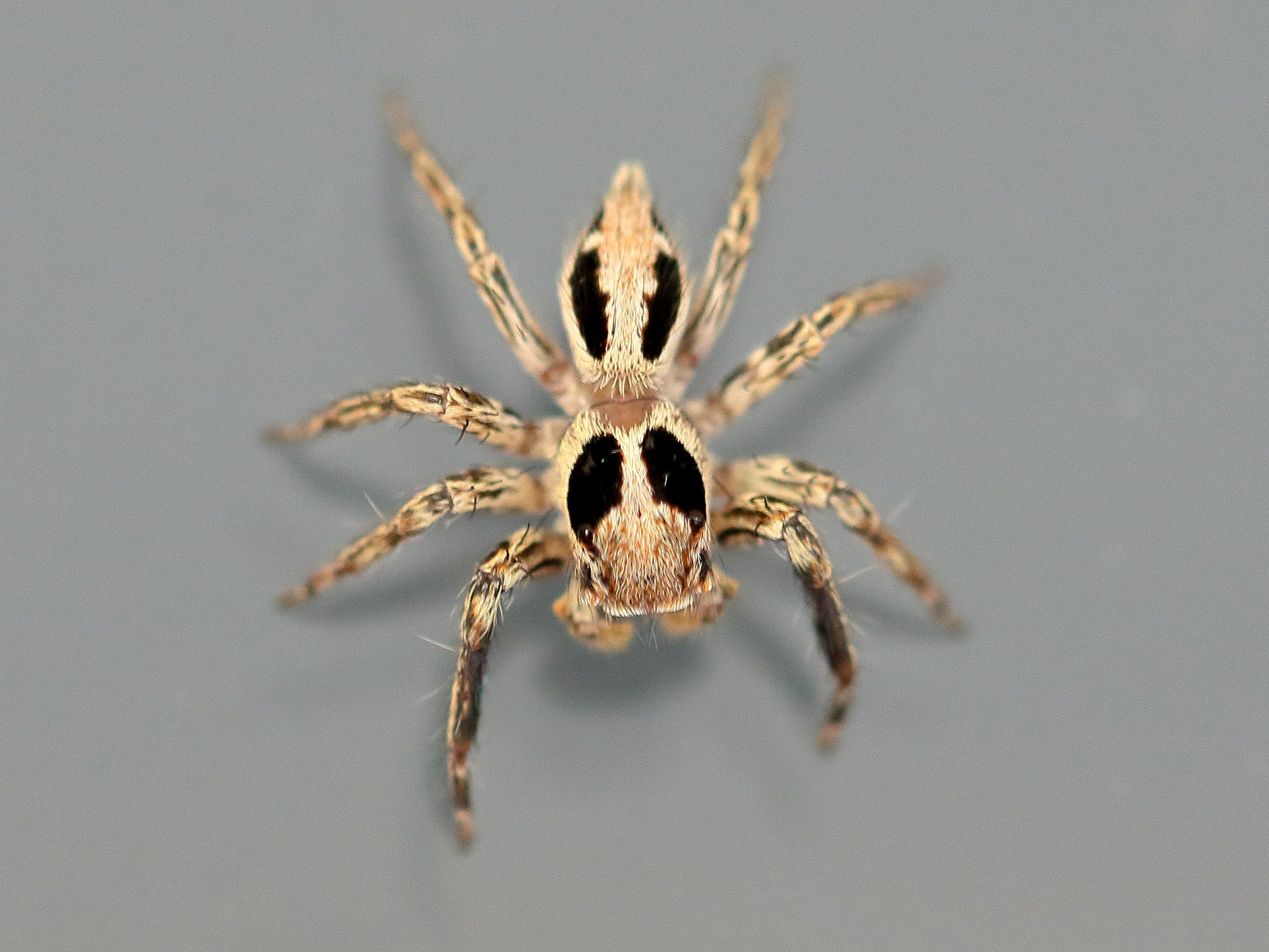
Plexippus petersi

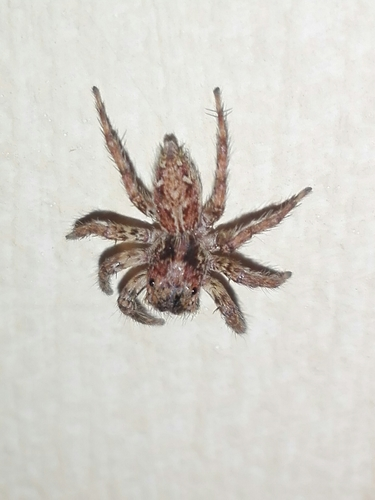
Plexippus petersi

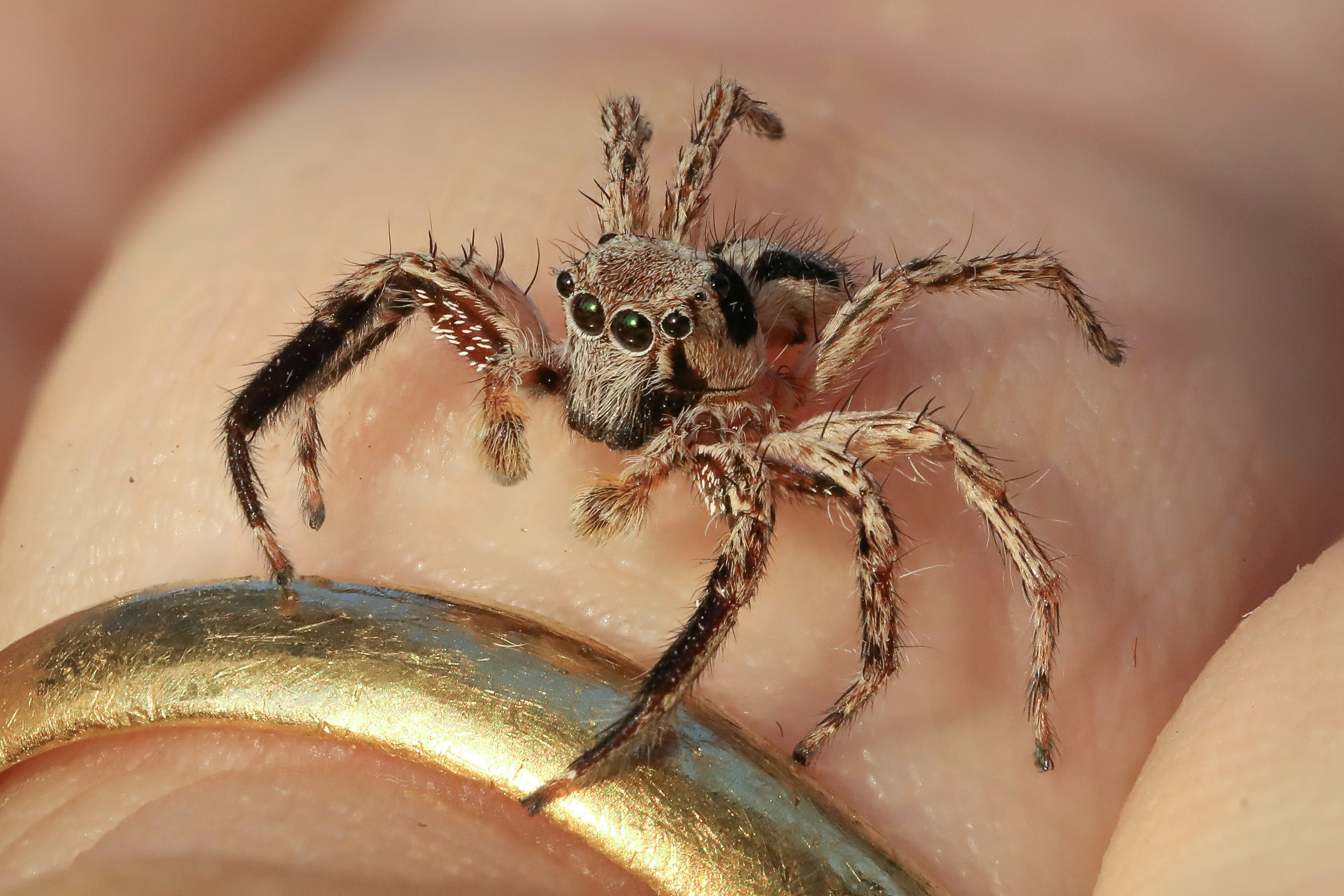
Plexippus petersi ♂ sur un doigt humain.

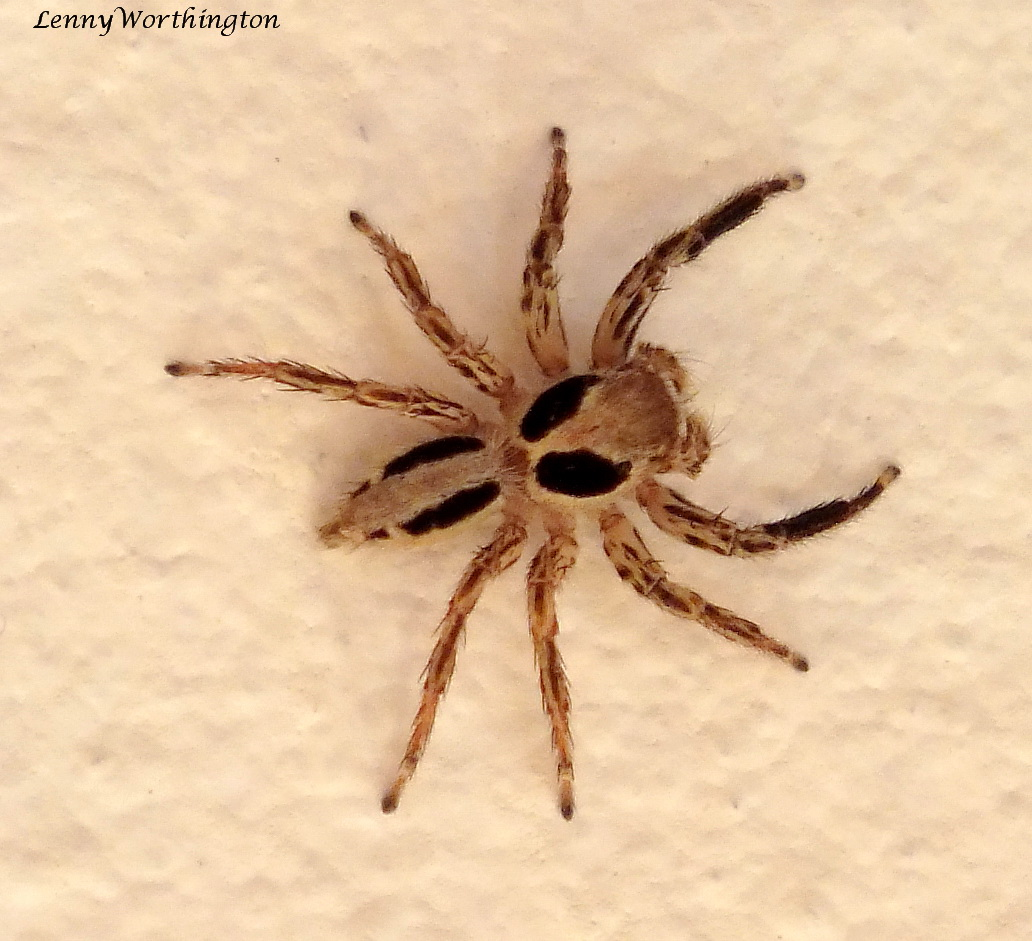
Plexippus petersi

Le mâle décrit par Barrion et Litsinger en 1995 mesure 6,5 mm.

## Systématique et taxinomie
Cette espèce a été décrite sous le protonyme Euophrys petersii par Karsch en 1878. Elle est placée dans le genre Plexippus par Simon en 1903.
Marpissa calcutaensis a été placée en synonymie par Caleb, Francis, Bhat et Packiam en 2022.

## Publication originale
- Karsch, 1878 : « Übersicht der von Peters in Mossambique gesammelten Arachniden. » Monatsberichte der Königlich Preussischen Akademie der Wissenschaften zu Berlin, vol. 1878, p. 314-338.